# Rosier Holding

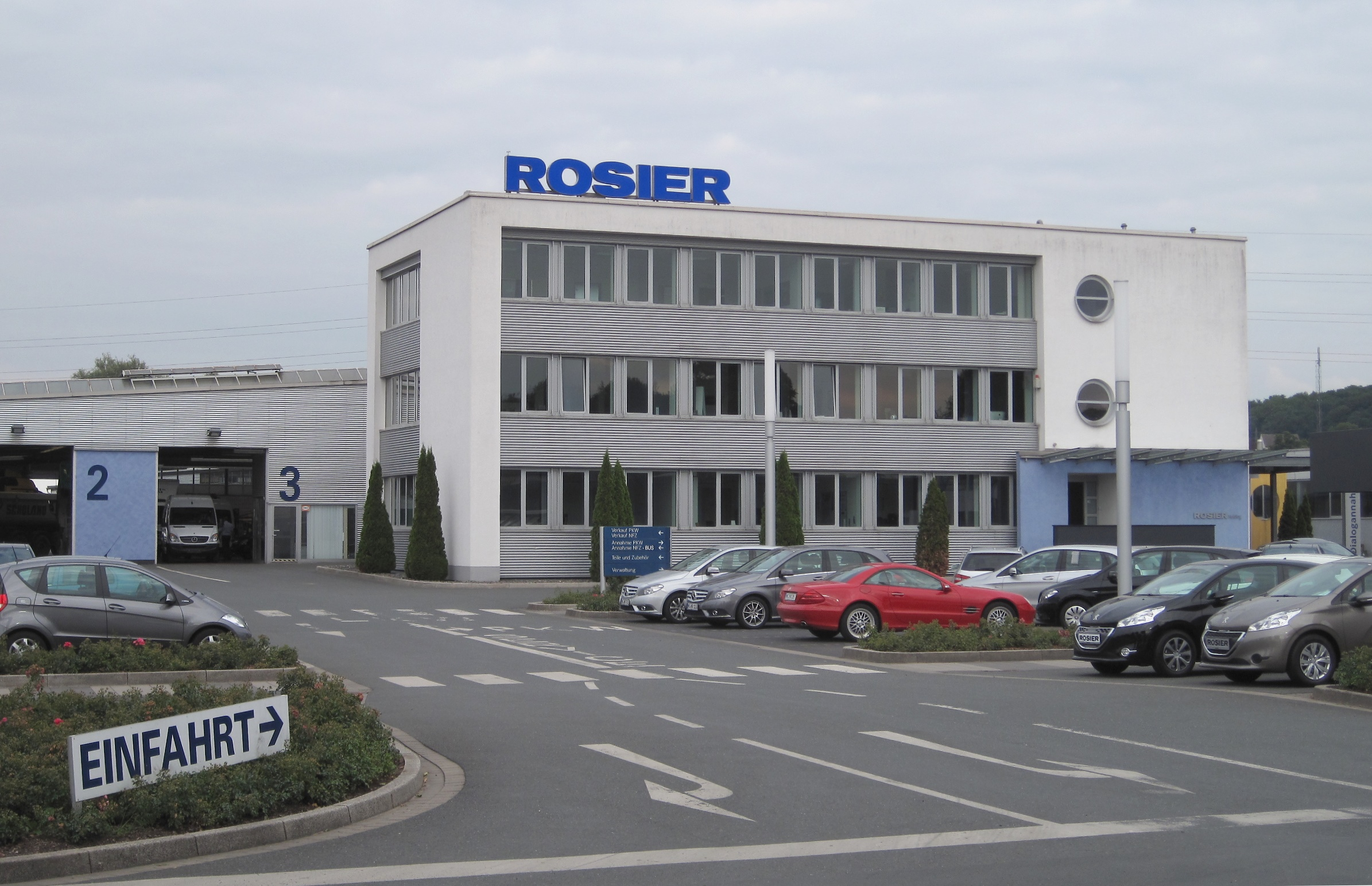
Verwaltungsgebäude in Menden

Die Rosier Holding GmbH ist die Konzernobergesellschaft eines Automobilhandelunternehmens mit Sitz in Menden. Die Rosier-Gruppe ist im Familienbesitz.
Rosier betreibt 22 Standorte (Stand: 22. April 2021) in Nordrhein-Westfalen, Niedersachsen, Sachsen-Anhalt und auf Sylt.

## Geschichte
Heinrich Rosier Senior (* 1907; † 1983) gründete am 28. Februar 1927 in Menden eine Autovermietung. Bereits zwei Jahre später wurden eine Derop-Tankstelle und eine Autowerkstatt eröffnet. In den 1930er Jahren stieg Heinrich Rosier Senior dann in den aktiven Autohandel ein und verkaufte ab 1932 PKW und LKW der Marke Mercedes-Benz. Ein Händlervertrag mit der Auto Union AG folgte 1936, der die Marken Audi, Horch, Wanderer und DKW umfasste.
1960 wurde der erste Zweigbetrieb in Neheim eröffnet und ein Jahr später die LKW-Werkstatt in die Bodelschwingstraße verlegt. 1962 begann der Baubeginn des neuen Autohauses an der Fröndenberger Straße (früher Fröndenberger Landstraße), wo sich heute der Sitz des Hauptbetriebes der Rosier Gruppe befindet.
1967 wurde in Menden ein Laden – „Der Sprechende Autosalon“ – eröffnet, bevor im Jahr 1969 eine Traglufthalle als Automobilausstellung errichtet wurde. Das Autocenter wurde 1970 gebaut und 1971 eingeweiht. Vier Jahre später kam ein VW-Werksvertrag hinzu und in Neheim entstand 1976 das „Autokaufhaus des Sauerlandes“. Da die Marken Mercedes-Benz und Audi/VW sich ab 1977 getrennt präsentieren mussten, entstand das VW-Audi-Verkaufshaus in Menden. 1981 entstand der zweite Mercedes-Zweigbetrieb in Hemer. Zum gleichen Zeitpunkt wurde an der Fröndenberger Straße in Menden ein separates „Audi-Haus“ erweitert. Zum ersten Mal in der Bundesrepublik wurden die Marken VW und Audi in eigenen Verkaufsräumen angeboten.
Durch die Übernahme einer Mercedes-Benz-Vertretung in Oldenburg, wo ein neues Verkaufshaus gebaut wurde, wurde neben der Gruppe Menden die Gruppe Oldenburg gebildet. Die Muttergesellschaft – die Rosier Holding – vereinte diese rechtlich und organisatorisch eigenständigen Tochterunternehmen unter einem Dach. Die Gruppe Oldenburg wurde 2015 verkauft.
Bald nach der Wende wurden die Firmen Auto Rosier Stendal, Vertreter der Mercedes-Benz AG, und die Rosier AVG Stendal als VW-/Audi-Handelsbetrieb gegründet. In der Folgezeit zog Rosier viermal um. Die Autostadt Rosier Stendal wurde 1993 eröffnet. Rosier übernahm 1996 einen VW-/Audi-Betrieb an der Arnsberger Straße in Arnsberg/Neheim-Hüsten. Ein Audi-Haus wurde errichtet und der Arnsberger Mercedes-Benz Zweigbetrieb an der Bahnhofstraße in Neheim wurde um den freigewordenen VW-/Audi Rosier Bau erweitert.
Unter dem Namen „Autostrada“ eröffnete Rosier 1999 in Arnsberg einen Markt für Gebrauchtfahrzeuge aller Marken. In Westerstede übernahm Rosier 2000 das Mercedes-Haus der Firma Metzner. Im Sauerland übernahm das Rosier das Gebiet des Mercedes-Benz-Vertreters Hövel und erwarb dessen Betriebsstätten in Arnsberg, Meschede und Schmallenberg. An der Bremer Heerstraße in Oldenburg wurde 2001 ein Nutzfahrzeugzentrum eröffnet. Rosier übernahm im Sauerland die Mercedes-Benz-Werkstatt in Sundern. Die Mercedes-Benz-Standorte in Arnsberg wurden 2002 an der Eickelstraße im Gewerbegebiet Große Wiese in einem Neubau zusammengelegt. In Werl wurde die zweite „Autostrada“ und in Stendal die Chrysler-Vertretung Rosier eröffnet.
Die Autostadt Rosier Arnsberg eröffnete 2004. Im April 2006 übernahm Rosier den Mercedes-Benz-Vertreter Hofmann in Paderborn mit sechs Betrieben.
Rosier wurde Peugeot-Vertragspartner für Vertrieb und Service mit drei neuen Autohäuser in Arnsberg, Meschede und Soest. Die Rosier Gruppe in Menden gründete mit Wirkung zum 1. Januar 2007 die Rosier Holding als Dachgesellschaft für alle Handelsgesellschaften. Zeitgleich übernahm die Gruppe die Automobil-Händler Kress & Hansen sowie Spintig Automobile auf Sylt.
Am 8. August 2009 verstarb der Mitgesellschafter Hans Jürgen Rosier im Alter von 68 Jahren. Im selben Jahr wurde die Unternehmensstruktur der Rosier-Gruppe Menden neu geordnet. Neben Heinrich Rosier wurde Marc Heinen als zweiter Geschäftsführer für Finanzen und Verwaltung zuständig.
Im Jahre 2013 modernisierte Rosier sein VW-Haus am Stammsitz in Menden, der VW-Standort in Arnsberg wurde aufgegeben.
2016 übernahm Rosier die Mercedes-Benz-Niederlassung Braunschweig mit sechs Standorten in Braunschweig, Goslar, Helmstedt, Peine, Seesen und Wolfsburg.
Im Dezember 2017 wurde die „Rosier Holding GmbH“ im Handelsregister des Amtsgerichts Arnsberg eingetragen.
2019 eröffnete ein modernisierter Schauraum in Paderborn und in Menden ein neues Mercedes-Benz-Autohaus.
2020 zentralisierte Rosier sein Nutzfahrzeugegeschäft im Paderborner Land und baute ein neues Mercedes-Benz Nutzfahrzeugezentrum mit Van-Center für Lkw, Transporter und Busse in Paderborn-Mönkeloh. In Menden eröffnete ein dritter Standort für die Marke Peugeot.

## Konzernstruktur
Rosier vertreibt Neu- und Gebrauchtfahrzeuge, Serviceleistungen sowie Zubehör- und Ersatzteile der Automobilmarken Mercedes-Benz, AMG, Audi, Volkswagen, Smart und Peugeot.
Rosier betreibt eine Autovermietung auf der Insel Sylt.
Standorte sind in Arnsberg, Bad Driburg, Braunschweig, Goslar, Hemer, Menden, Meschede, Paderborn (2×), Peine, Stendal, auf Sylt und in Wolfsburg.

## Auszeichnungen
- Auto Bild: Deutschlands beste Autohändler 2021[15]